# Erebia warreni
Erebia warreni är en fjärilsart som beskrevs av Ruggero Verity 1923. Erebia warreni ingår i släktet Erebia och familjen praktfjärilar. Inga underarter finns listade i Catalogue of Life.